# Pylenor (Kentaur)

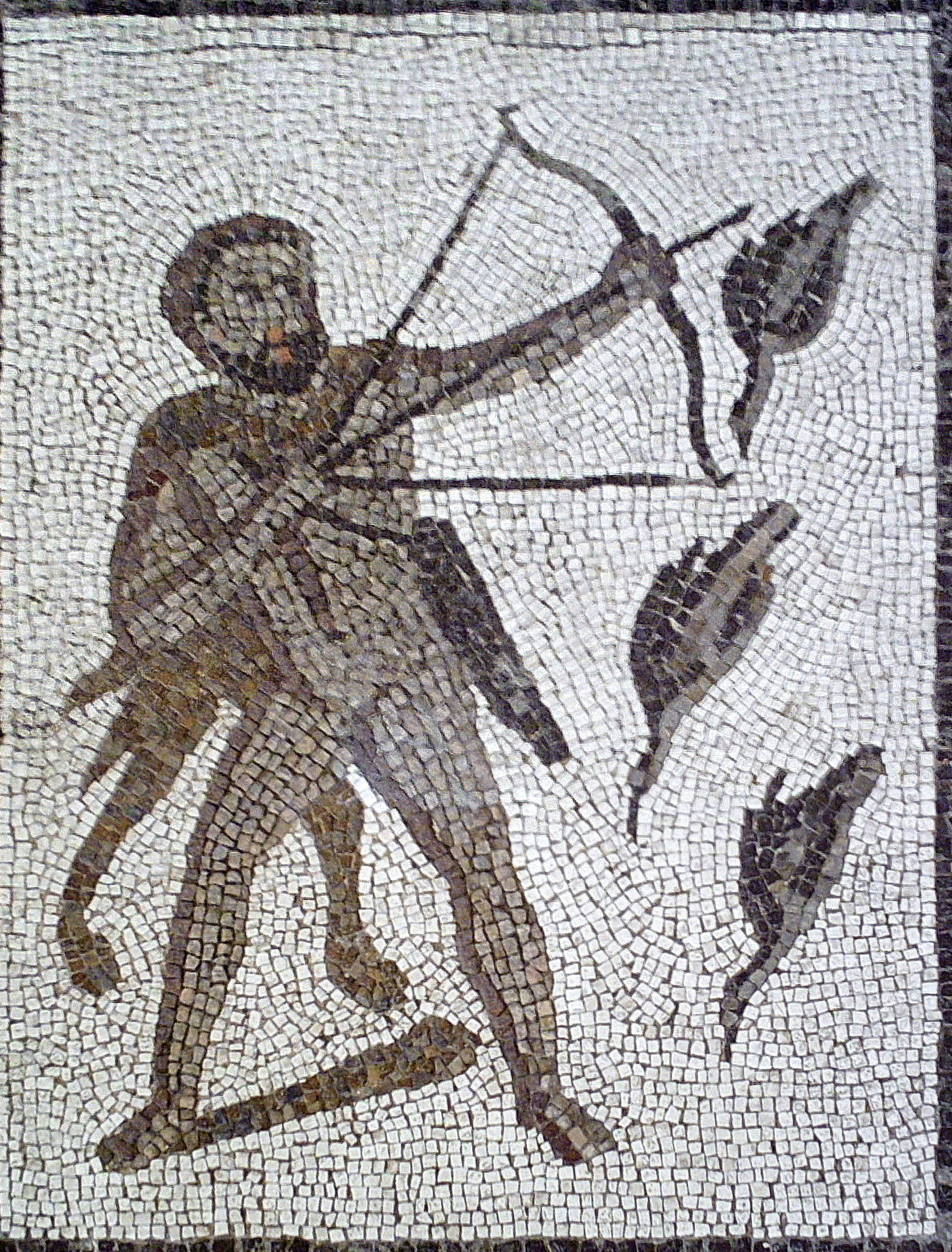
Mosaik 3. Jh. n. Chr.: Herakles mit Pfeil und Bogen.

Pylenor ist in der griechischen Mythologie ein Kentaur, der von Herakles getötet wird. Pausanias erzählt zu ihm im fünften Buch seiner Beschreibung Griechenlands einen ätiologischen Mythos.

## Name
Der Name kommt vom griechischen Πυλήνωρ, Pylḗnōr. Er ist wohl zusammengesetzt aus πύλη, Tor, Tür einer Behausung, aber auch des Eingangs in eine Bergregion, und einem etymologische Rest von ἀνήρ, anḗr, Mann, so dass sich zusammen ein Tormann ergibt, also ein Mann, der ein Tor hütet oder bewacht.
Roscher verortet ihn damit in die Heimat und Bergwelt der Kentauren, er wäre so der Hüter der Täler und Bergpässe, ein durchaus passender Kentaurenname.
Für Zwicker ist es „ein für einen Kentauren ebenso unpassender Name wie Polenor“, letzterer eine ältere Lesart des Pylenor, die aber später wieder verworfen wurde.

## Mythos
Der Mythos gehört zum elisch-arkadischen Sagenkreis der herakleischen Kentaurenkämpfe. In der Kentauromachie taucht er nicht auf.
Pausanias erzählt eine Geschichte, in der Pylenor für den üblen Geruch des Flusses Anigros herhalten muss: „Die Hellenen ... erzählen, dass Cheiron oder, wie andere meinen, ein anderer Kentaur, namens Pylenor, der von Herakles durch einen Pfeilschuss verwundet war, sich mit seiner Wunde hierher geflüchtet und dieselbe in diesem Flusse (Anigros) ausgewaschen, und dass der Anigros so von dem Gifte der Hydra seinen widrigen Geschmack bekommen habe.“
Herakles hatte seine Pfeile in das giftige Blut der Hydra getaucht und kämpfte mit diesen. Sie waren überaus gefährlich und tödlich, so demonstriert an dem Kentauren Pholos, dem ein Pfeil auf den Fuß fiel, woran er starb. Es ist erstaunlich, dass er es noch bis zum Fluss geschafft hat. Es bleibt offen, in welchem Zusammenhang Pylenor von Herakles angegriffen wurde und ob er die Verwundung überlebte. Der Geruch des Flusses rührte wohl von seinem schwefeligen Gehalt her.
Pylenor wird auch als Eponymos einer Stadt, des triphylischen Pylos, gehandelt.